# 矿坑乡
矿坑乡是中国山东省临沂市苍山县下辖的一个乡。

## 行政区划
矿坑乡下辖前马庄村、后马庄村、前罗庄村、中罗庄村、后罗庄村、南坡村、凤凰庄村、郭家沟村、东延寿村、西延寿村、薛南村、兴龙村、湖子峪村、灰泉村、矿坑村、升平庄村、朱柳村、朱柳屯村、惠民庄村、棠林村、单庄村、后立庄村、娄山沟村、远立庄村。